# Castelo de Colditz

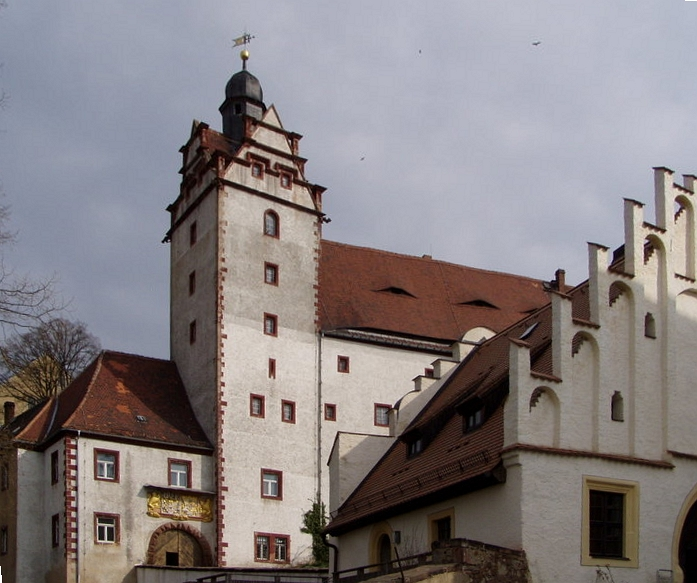
Vista exterior do Schloss Colditz.

O Castelo de Colditz (em alemão: Schloss Colditz) é um castelo alemão que se encontra na cidade de Colditz, entre Leipzig, Dresden e Chemnitz, no estado federado da Saxónia. Utilizado como hospício para indigentes e hospital psiquiátrico durante quase cem anos, alcançou fama como Oflag IVc, ou Offizierslager (campo de oficiais IVc), um campo de prisioneiros de guerra para oficiais Aliados "incorrigíveis" que tinham tentado escapar repetidamente de outros campos, além dos volksfeindlich, os chamados "hostis ao povo", usado pelo regime nazi durante a Segunda Guerra Mundial. Oflag é uma forma condensada das palavras alemãs Offizier (oficial) e Lager (campo).
Os SS fizeram de Colditz um Sonderlager, uma prisão de alta segurança, a única do seu tipo dentro da Alemanha. Hermann Göring, inclusive, afirmou que Colditz era à prova de fugas. Baseava-se, em parte, na inexistência de evasões quando foi uma prisão durante a época da Primeira Guerra Mundial, mas principalmente por ser o único campo de prisioneiros de guerra alemão com mais guardas que prisioneiros. Apesar desta afirmação, houve fugas por parte dos presos britânicos, franceses, polacos, holandeses e belgas internados e Colditz.

## História

### O castelo original
Em 1046, Henrique III, Sacro Imperador Romano-Germânico, deu permissão aos burgueses de Colditz para construir o primeiro povoamento documentado. Em 1083, Henrique IV, Sacro Imperador Romano-Germânico, recomendou ao marquês Wiprecht de Groitzsch que edificasse um castelo, que Colditz aceitou.
Em 1158, Frederico I, Sacro Imperador Romano-Germânico, nomeou Thimo I como "Senhor de Colditz" e começou a construção de edifícios importantes. Em 1200 estava estabelecida a cidade em volta do mercado. Foram instaladas florestas, prados vazios e quintas próximo das preexistentes aldeias eslavas de Zschetzsch, Zschadraß, Zollwitz, Terpitzsch e Koltzschen. Mais ou menos nesta época também emergiram as aldeias maiores de Hohnbach, Thierbaum, Ebersbach e Tautenhain.
Durante a Idade Média, o castelo desempenhou um importante papel como atalaia para os imperadores germânicos e, posteriormente, foi o centro dos territórios imperiais do domínio de Pleißenland. Em 1404, os quase duzentos e cinquenta anos de governo da dinastia da dinastia dos Senhores de Colditz terminaram quando Thimo VIII vendeu o cstelo, por 15.000 marcos de prata, à família Wettin, na época, governadores da Saxónia.
Como resultado das políticas dinásticas da família, a cidade de Colditz foi incorporada na Marca de Meissen. Em 1430, os husitas atacaram Colditz e deitaram fogo à cidade e ao castelo. Em 1464, renovações e obras em novos edifícios foram empreendidas por ordem Ernesto, Eleitor da Saxónia, que morreria no castelo em 1486. Sob Frederico III e João, Colditz foi a residência real dos Eleitores da Saxónia.

### O castelo reconstruído

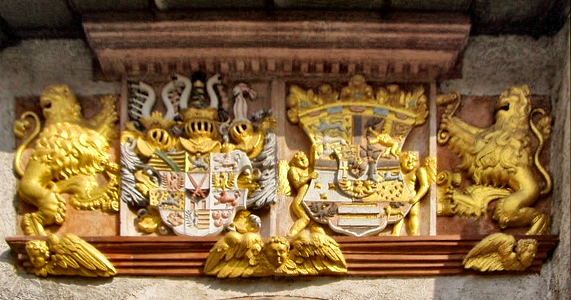
Brasão de armas de Colditz sobre o portão do pátio exterior.

Em 1504, o criado Clemens, o padeiro, acidentalmente deitou fogo a Colditz, e a câmara municipal, igreja, castelo e grande parte da cidade ficaram em chamas. A reconstrução começou em 1506, tendo sido levantados novos edifícios em volta do pátio traseiro do castelo. Em 1523, o parque do castelo foi transformado num dos maiores zoos da Europa. Em 1524, começou a reconstrução dos pisos mais altos do castelo. O edifício foi reconstruido numa forma que correspondia ao modo como estava dividido - em cave, a casa real e o edifício do hall de banquetes. Já não existe nada para ser visto do castelo fortificado original, onde está localizada a actual parte posterior do edifício, mas ainda é possível perceber onde estavam as divisões originais (a Casa Velha, ou Casa Baixa, a Casa Alta e a Grande Casa).

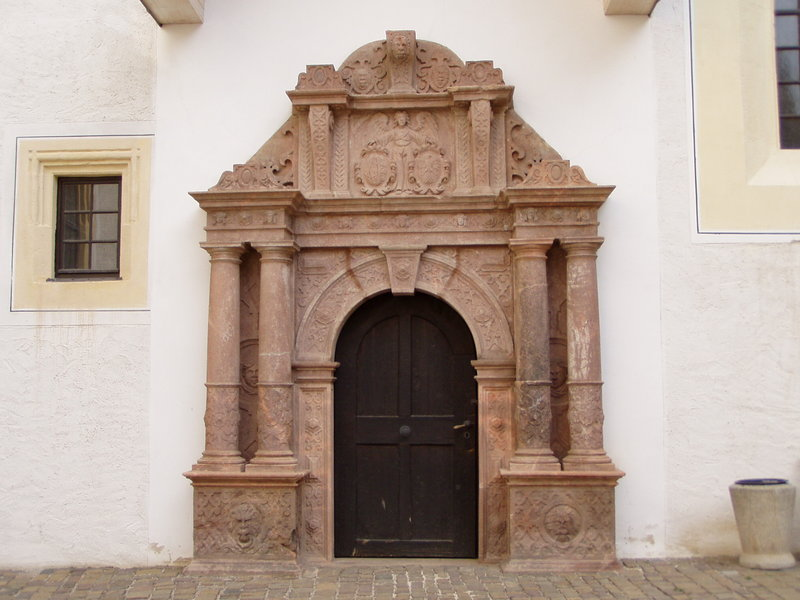
O portal maneirista em tufo de lapili da igreja palaciana, esculpido por Andreas Walther II em 1584.

A estrutura do castelo foi alterada sob o longo reinado do Eleitor Augusto da Saxónia (1553–1586) e o complexo foi reconstruído ao estilo renascentista entre 1577 e 1591, incluindo as porções que ainda estavam no estilo arquitectónico gótico. Os arquitectos Hans Irmisch e Peter Kummer supervisionaram as obras de restauro e reconstrução. Mais tarde, Lucas Cranach o Jovem foi contratado para dar o seu contributo como artista no castelo.
Durante este período, foi criado, em 1584, o portal da que é conhecida como casa da igreja, feito de tufo de lapili e ricamente decorado ao estilo manerista por Andreas Walther II. Foi nesta época que foram redesenhados tanto o interior como o exterior da capela palaciana da Santíssima Trindade, que liga entre si a cave e a casa real. Pouco depois, o castelo tornou-se num centro administrativo do Gabinete de Colditz e num pavilhão de caça. Em 1694, o seu proprietário de então, Augusto II da Polónia, começou a expandi-lo, resultando num segundo pátio e num total de 700 salas.

### O castelo moderno

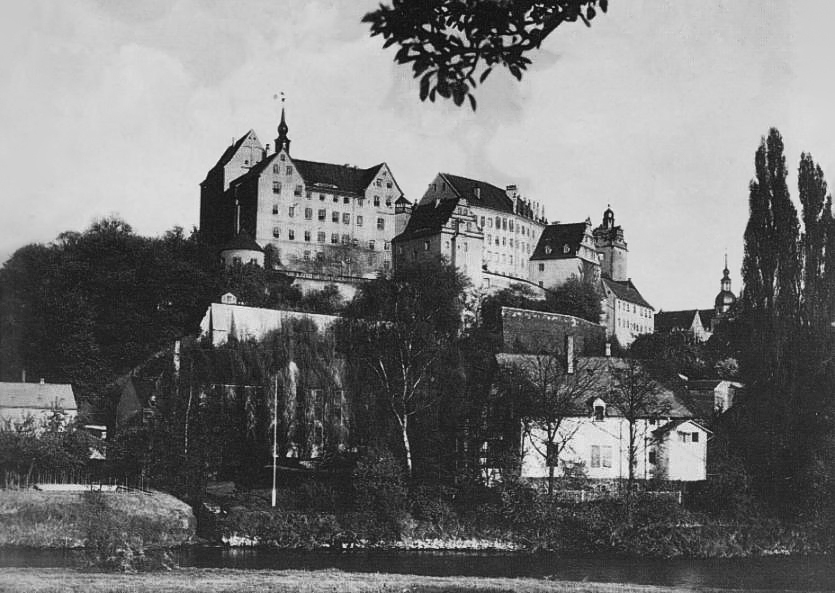
O Schloss Colditz em Abril de 1945, numa fotografia tirada por um soldado do U.S. Army.

No século XIX, o espaço da igreja foi reconstruído em estilo neoclássico, mas permitiu-se que as suas condições se deteriorassem. O castelo foi usado por Frederico Augusto I da Saxónia como uma espécie de casa de caridade para alimentar os pobres, os doentes e pessoas sob prisão. O castelo serviu este propósito entre 1803 e 1829, quando essas funções foram tomadas por uma instituição em Zwickau. Em 1829, o castelo tornou-se num hospital psiquiátrico para os "insanos incuráveis" de Waldheim. Em 1864, foi erguido um novo edifício hospitalar, em estilo neogótico, no local onde estavam anteriormente localizados os estábulos e os quarteirões de trabalho. O castelo permaneceu como uma instituição psiquiátrica até 1924.
Quando os nazis chegaram ao poder, em 1933, transformaram o castelo numa prisão política para comunistas, homossexuais, judeus e outros indesejáveis. A partir de 1939, passou a alojar prisioneiros aliados. Em Abril de 1945, tropas norte-americanas entraram na cidade de Colditz e, depois duma luta de dois dias, conquistaram o castelo no dia 16 de Abril.
Em Maio de 1945, começou a ocupação soviética de Colditz. Depois da Conferência de Yalta, a região tornou-se parte da Alemanha de Leste. Os soviéticos tornaram o Schloss Colditz num campo prisional para assaltantes locais e não-comunistas. Mais tarde, o castelo acolheu uma casa para idosos, assim como um hospital e clínica psiquiátrica. Por muitos anos depois da Segunda Guerra Mundial, foram encontrados lugares ocultos e túneis por homens das reparações, incluindo uma sala de rádio instalada pelos prisioneiros de guerra britânicos, a qual se "perdeu" outra vez, só sendo redescoberta dez anos depois.

### O castelo actual

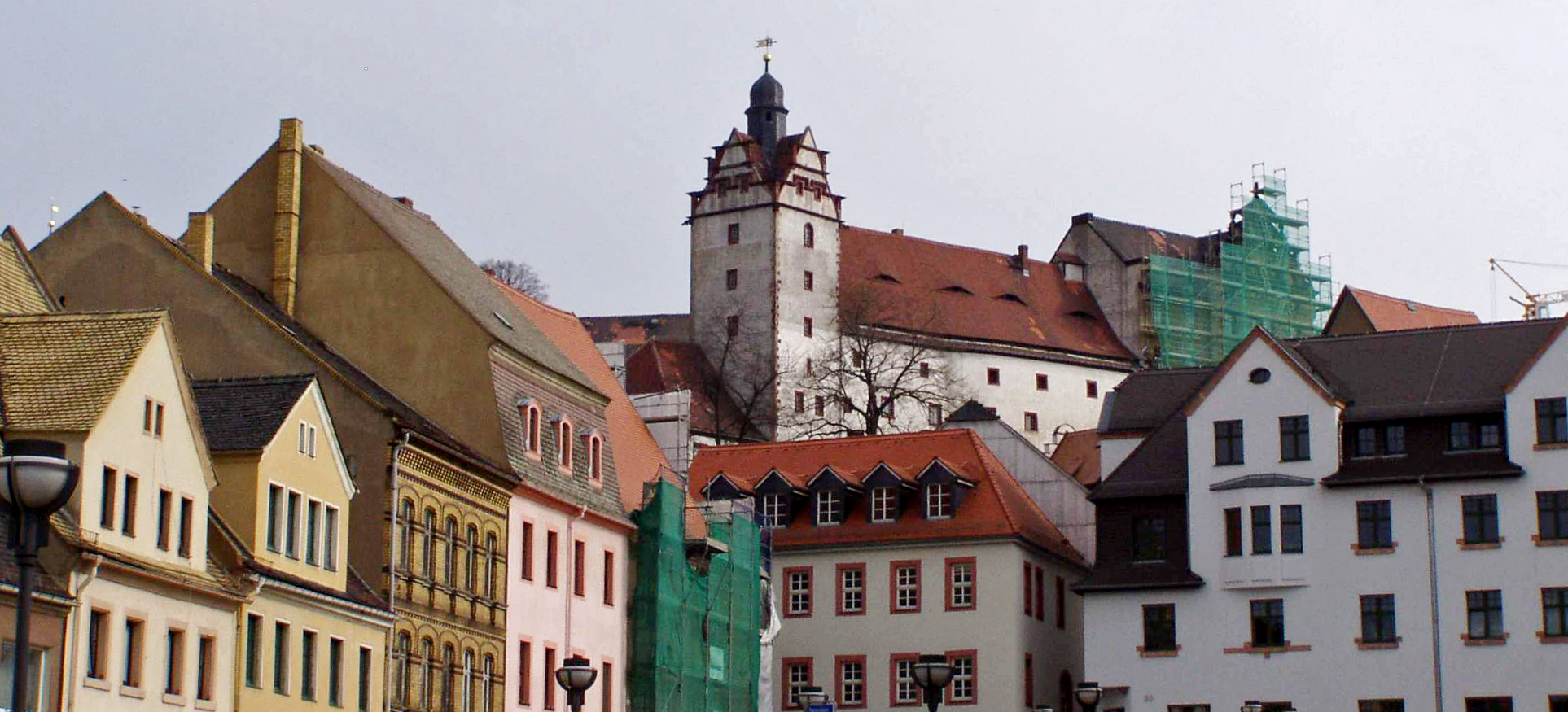
O Schloss Colditz visto da cidade, em 2005.

Actualmente, o castelo e o espaço da igreja necessitam duma quantidade significativa de renovações e restauros. Os últimos utentes saíram no dia 1 de Agosto de 1996 e desde então o castelo tem estado quase vazio, excepto para visitantes ocasionais. A Gesellschaft Schloss Colditz e.V. (Sociedade Histórica do Schloss Colditz), fundada em 1996, tem os seus gabinetes numa porção do edifício administrativo em frente ao pátio do castelo.
O castelo foi renovado e transformado num museu com visitas que mostram alguns túneis de fuga construídos por prisioneiros do Oflag durante a Segunda Guerra Mundial. Em 2005, várias partes do castelo foram fechadas à visita turística para permitir a sua renovação, especialmente da capela, de partes do ático, do interior, dos túneis e, pelo menos, duma fachada lateral exterior.
Durante os anos de 2006 e 2007, o castelo continuou o processo de total restauro e renovação, financiado em grande parte pelo Estado da Saxónia. Num futuro próximo, parte do castelo permanecerá como um museu de fuga, com o antigo Kommandantur (quartéis germânicos) tornando-se numa pousada da juventude e hotel de férias.

## O Schloss Colditz como uma instituição psiquiátrica
Durante quase cem anos, entre 1829 e 1924, o Schloss Colditz foi um sanatório, geralmente reservado para os ricos e nobres da Alemanha. Deste modo, o castelo funcionou como hospital durante um longo trecho da maciça convulsão social naquele país, desde pouco depois da Guerras Napoleónicas terem destruído o Sacro Império Romano Germânico e criado a Confederação Germânica, através da vida da Confederação da Alemanha do Norte, o completo reinado do Império Alemão, atravessando a Primeira Guerra Mundial e até aos inícios da República de Weimar. Entre 1914 e 1918, o castelo alojou tanto doentes psiquiátricos como doentes com tuberculose, 912 dos quais faleceram por desnutrição.
O Schloss Colditz também acolheu várias figuras notáveis durante o seu funcionamento como instituição psiquiátrica, incluindo Ludwig Schumann, o penúltimo filho do famoso compositor Robert Schumann, e Ernst Georg August Baumgarten, um dos inventores originais do dirigível.

## O Schloss Colditz como Oflag IV
Depois da eclosão da Segunda Guerra Mundial, o castelo foi convertido num campo de prisioneiros de guerra de alta segurança para oficiais que tinham risco de segurança ou de fuga, ou ainda que eram vistos como particularmente perigosos. Uma vez que o castelo se situava num afloramento rochoso sobre o Rio Mulde, os alemães acreditavam que seria o sítio ideal para uma prisão de alta segurança.
O grande pátio exterior, conhecido como Kommandantur, só tinha duas saídas e albergava uma grande guarnição alemã. Os prisioneiros viviam num pátio adjacente, num edifício com 27 metros de altura. No lado de fora, os terraços planos que rodeavam as acomodações dos prisioneiros eram constantemente vigiados por sentinelas armados e cercados por arame farpado. Apesar de continuar a ser conhecido como Schloss Colditz pelos habitantes locais, a sua designação oficial alemã era Oflag IV-C  e estava sob controle do Wehrmacht.
Embora fosse considerada uma prisão de alta segurança, apresenta um dos mais altos registos de tentativas de fuga bem sucedidas. Isto pode dever-se à natureza geral dos prisioneiros que eram para ali enviados, a maior parte dos quais tinham tentado fugir anteriormente de outras prisões e tinham sido para ali levados por os alemães pensarem que o castelo era à prova de fugas. Um dispendioso esquema chegou a incluir um planador que foi guardado numa parte remota do ático do castelo, apesar de nunca ter sido utilizado por os alemães se terem rendido às forças aliadas antes da data marcada para a fuga planeada.
O Capitão Patrick R Reid, que tinha escapado com sucesso de Colditz em 1942, escreveu dois livros detalhados sobre as condições de vida e várias tentativas de fuga em Colditz entre 1940 e 1945: The Colditz Story ("A História de Colditz") e The Latter Days at Colditz ("Os Últimos Dias em Colditz"). No início da década de 1970, estes foram adaptados a uma série televisiva da BBC, protagonizada por Robert Wagner.

## O Schloss Colditz na cultura popular
O Schloss Colditz tem servido de inspiração para filmes e séries televisivas devido aos livros de antigos prisioneiros como Pat Reid e Airey Neave. Em 1955, estreou-se The Colditz Story, baseado num livro de Reid, e o castelo coninuou a inspirar obras até 2005, com a série Colditz. As histórias de fugas também serviram para criar vários jogos de mesa (Fuga de Colditz) e videojogos.

### Cinema
- The Colditz Story (1955) foi um filme dramático, baseado nos livros de Pat Reid, dirigido por Guy Hamilton, que posteriormente dirigiria três filmes de James Bond. Embora tenham sido acrescentados alguns elementos fictícios, a maior parte do filme é fiel à história. O filme retrata a vida interna do campo e as intenções de fuga, começando com a chegada dos prisioneiros britânicos ao castelo. Era protagonizado por John Mills, como Pat Reid, Bryan Forbes, como Jimmy Winslow, e Ian Carmichael, como Robin Cartwright. Esteve nomeado para os prémios BAFTA de 1956.

### Televisão
- The Birdmen[2] (1971) foi um filme para televisão baseado indirectamente no livro de Reid. Também foi o primeiro filme a mencionar o "Colditz Cock", planador construído por prisioneiros britânicos naquela prisão em 1945. A canção de protesto alemã Die Gedanken sind frei é citada nesta produção.
- Colditz (1972-1974) foi uma série televisiva emitida na BBC One, com um total de 28 episódios em duas temporadas. A série foi uma produção conjunta entre a BCC e a Universal TV, uma companhia norte-americana, embora, por razões desconhecidas, nunca tenha sido emitida nos Estados Unidos. No entanto, os episódios 24 e 25 foram emitidos naquele país como um filme chamado Escape from Colditz. Alguns actores importantes da série foram Jack Hedley, como John Preston, Edward Hardwicke, como Pat Grant, Robert Wagner, como Phil Carrington, David McCallum, como Simon Carter, e Dan O'Herlihy, como Max Dodd.
- Colditz (2005) foi uma série televisiva da ITV1, baseada no livro Colditz: The Definitive History, de Henry Chancellor, e dirigido por Stuart Orme. A sua história é mais ficcionada que as suas predecessoras.

### Videojogos
- No jogo Commandos 2, da Eidos Interactive e Pyro Studios, existe a missão Nº9, que se chama "O Castelo de Colditz" e na qual se vê uma representação em escala finamente elaborada, cuja missão é guiar um grupo de comandos para libertar todos os prisioneiros que se encontram no seu interior, fornecendo-lhes os uniformes dos guardas alemães que guardam as instalações para que possam escapar.

No videojogo Prisoner of War, representa-se o castelo em várias ocasiões, nas terceira e quinta fases. No final, escapamos dele graças ao planador existente no Imperial War Museum.